# Hemisphaerius taeniatus
Hemisphaerius taeniatus är en insektsart som beskrevs av Stsl 1863. Hemisphaerius taeniatus ingår i släktet Hemisphaerius och familjen sköldstritar. Inga underarter finns listade i Catalogue of Life.